# ベイジル・キャメロン
- バジル・キャメロン
- バシル・キャメロン

ベイジル・キャメロン（Basil Cameron, 1884年8月18日 - 1975年6月26日）は、イギリスの指揮者。

## 経歴
レディングにベイジル・ジョージ・キャメロン・ヒンデンバーグ(Basil George Cameron Hindenberg)として生まれる。父フレデリック・ヒンデンバーグ（Frederick Clementz Hindenberg）はピアノ調律師でドイツからイギリスに移って来た。キャメロンは、ヨークでオルガン奏者のターティアス・ノーブル（Tertius Noble）とエディーサ・ノッカー（Editha Knocker）に音楽を師事した後、1902年から1906年までベルリン高等音楽院（Berlin Hochschule für Musik）に留学してヴァイオリンを習い、帰国後ロンドン交響楽団のヴァイオリン奏者となった。1912年からトーキーの海浜リゾート地のオーケストラを指揮するようになったが、聴衆の受けがいいドイツ名の「ヒンデンベルク」を使って活動し、リヒャルト・シュトラウスやリヒャルト・ワーグナーらの音楽を積極的に紹介した。第一次世界大戦の勃発により、ドイツ名を捨て、「ベイジル・キャメロン」名義でイギリス各地のリゾート地のオーケストラで指揮するようになる。
1930年からイサイ・ドブロウェンと共にサンフランシスコ交響楽団に音楽監督として招かれ、1935年にはシアトル交響楽団の首席指揮者に就任したが、1938年にイギリスに帰国。帰国後は、プロムスでヘンリー・ウッドの助手を務めた。
第二次世界大戦後は、リゾート地でのオーケストラ演奏が下火になったため、フリーランスで活躍するようになり、BBC交響楽団をはじめとする国内のオーケストラはもとより、アムステルダムやベルリン、チェコなどヨーロッパ各地のオーケストラに客演していた。
ヘレフォードシャーのレミンスターで没。